# Kinga Zielińska
Kinga Zielińska (ur. 6 marca 1988 w Świdniku) – polska siatkarka, grająca na pozycji przyjmującej w PSPS Chemiku Police. Była reprezentantka kraju juniorek. Obecnie występuje w kadrze B.
Kinga Zielińska zaczęła trenować siatkówkę w TPS-ie Lublin. Potem w 2004 roku trafiła do Szkoły Mistrzostwa Sportowego. Podczas gry często otrzymywała powołania do kadry juniorskiej. Wraz z reprezentacją była m.in. na Mistrzostwach Świata w 2007 roku. Po zdaniu matury przeniosła się do AZS-u AWF-u Poznań. W klubie była tylko rezerwową, lecz gdy wchodziła z ławki rezerwowej odmieniała losy meczu. W sezonie 2008/2009 miała grać w KPSK Stali Mielec. Siatkarka, po podpisaniu umowy nie pojawiła się jednak w Mielcu i zaczęła trenować z Centrostalem. Bowiem jej poprzedni klub z Poznania nie wywiązał się ze wszystkich zobowiązań finansowych wobec jej macierzystego klubu – TPS-u Lublin. Stała się zatem ponownie zawodniczką lubelskiego klubu, z którym porozumiał się Centrostal. W Bydgoszczy spędziła trzy sezony. Rozegrała ponad czterdzieści meczów w najwyższej klasie rozgrywek w Polsce. Zdobywała doświadczenie nie tylko w PlusLidze Kobiet, ale także w europejskich pucharach. W czerwcu 2011 roku podpisła kontrakt z zespołem KS Piecobiogaz Murowana Goślina. Od 2 stycznia 2012 zawodniczka PSPS Chemika Police.
Wystąpiła z reprezentacją Polski B podczas XXVI Letniej Uniwersjady (2011), zajmując z drużyną 5. miejsce. W turnieju zagrała we wszystkich meczach – z Kanadą (3:0), Francją (3:0), Tajwanem (3:0), Japonią (1:3), Tajlandią (3:0) i Ukrainą (3:2 – wyjściowa szóstka).

## Kluby
| Klub                            | Lata gry  |
| ------------------------------- | --------- |
| AZS UMCS TPS Lublin             |           |
| SMS PZPS Sosnowiec              | 2004–2007 |
| AZS AWF Poznań                  | 2007–2008 |
| GCB Centrostal Bydgoszcz        | 2008–2011 |
| KS Piecobiogaz Murowana Goślina | 2011–2012 |
| PSPS Chemik Police              | 2012-     |

## Sukcesy
- Mistrzostwa Polski:
  - 7. miejsce: 2008, 2011
  - 4. miejsce: 2009
  - 5. miejsce: 2010
- Puchar Polski:
  -  3. miejsce: 2009, 2011
- Letnia Uniwersjada:
  - 5. miejsce: 2011